# 符騰堡的阿格尼絲
符騰堡的阿格尼絲（德語：Agnes von Württemberg，1835年10月13日—1886年7月10日）是符騰堡的歐根公爵與霍恩洛厄-朗根堡的海倫之女。

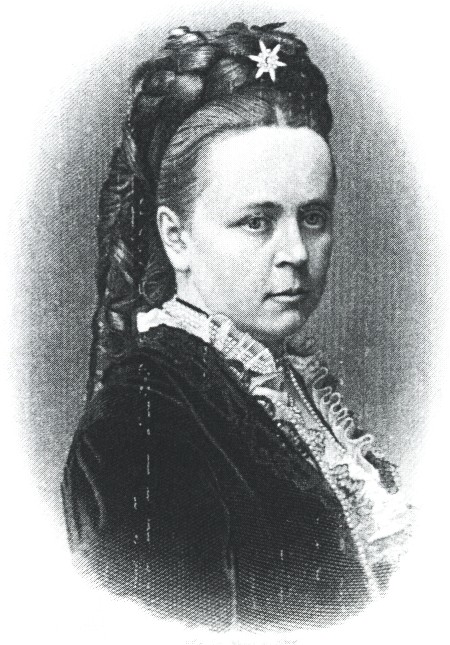
符騰堡的阿格尼絲

## 家庭
1858年，阿格尼絲與羅伊斯幼系的亨利十四世結婚，兩人共有1子1女：
1. 亨利二十七世（1858年－1928年）
2. 伊莉莎白（1859年－1951年）